# Régime 5:2

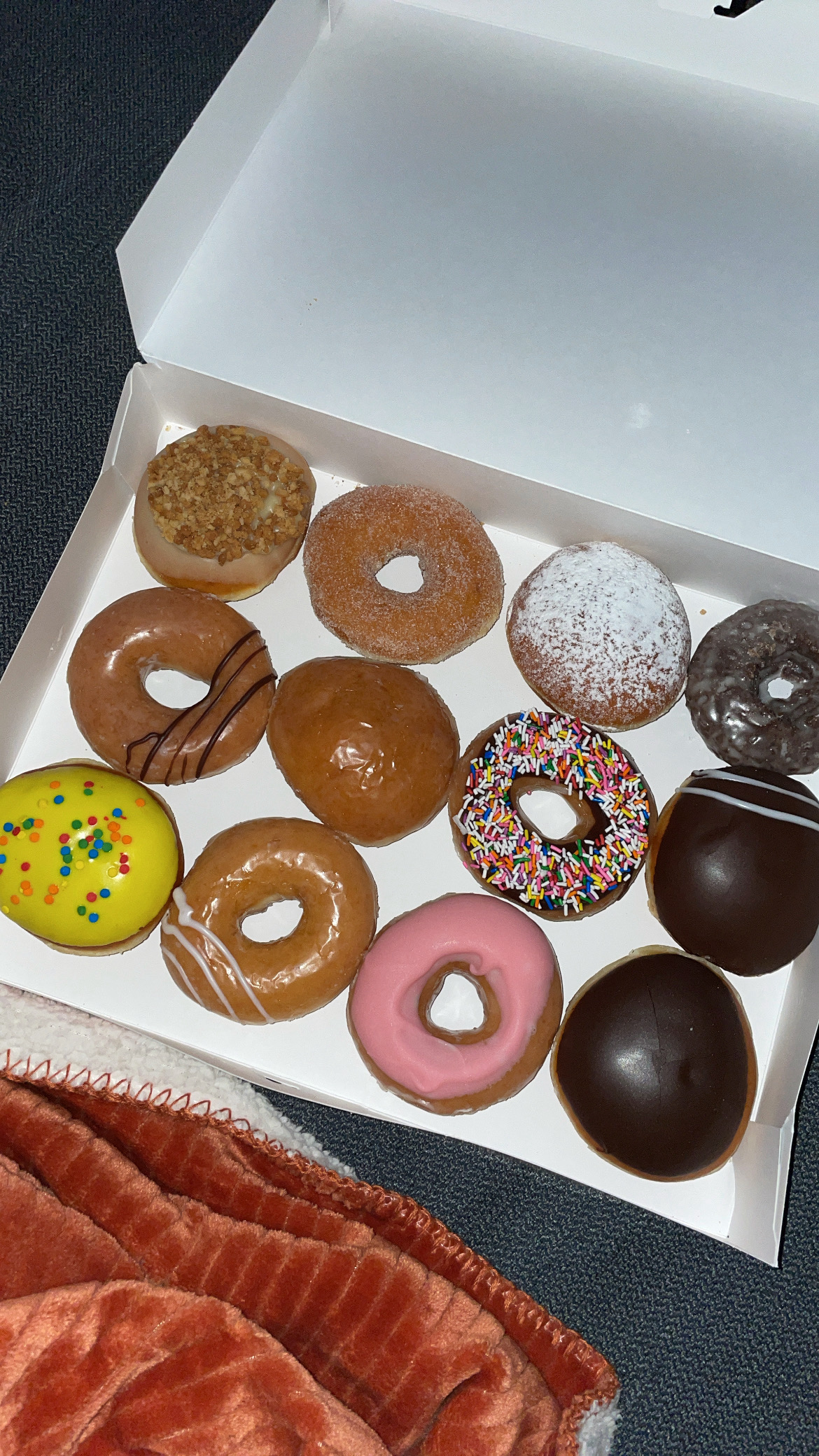
Il est possible de manger des beignets dans le régime 5:2.

Le régime 5:2 (en anglais 5:2 diet), est un régime alimentaire qui implique la restriction calorique pendant deux jours non consécutifs par semaine et de manger sans contrainte les cinq autres jours.
Ce régime alimentaire serait revendiqué pour favoriser la perte de poids et aurait plusieurs effets bénéfiques sur la santé tel qu'il freinerait l'apparition de tumeurs cancéreuses étroitement liées au surpoids.

## Principe
Le principe est de manger « normalement » pendant 5 jours et ensuite de jeûner durant 2 jours, puis renouveler le cycle (principe de jeûne intermittent).
Le jeûne se déroule sur deux jours non consécutifs, avec un apport quotidien de 500 calories (femmes) et 600 calories (hommes). La méthode recommande de boire impérativement 2 litres d’eau par jour (ou autre boisson sans sucre), afin d'éviter les problèmes rénaux.

## Histoire
Le régime 5:2 a été mis au point [Quand ?] par deux chercheurs : le docteur Michelle Harvie, diététicienne, et Tony Howell, professeur d’oncologie, qui dirigent alors une étude au Centre de prévention du cancer du sein (Genesis Breast Cancer Prevention Centre) à l'hôpital Sud (en) de Manchester au Royaume-Uni. Tous les deux constatent l'efficacité de la méthode sur la perte de poids à long terme,.
Ce régime est popularisé par le journaliste médical britannique et docteur Michael Mosley (en), en août 2012, avec son documentaire sur la BBC : Eat, Fast & Live Longer (trad. : Manger, jeûner & vivre plus longtemps),. Michael Mosley utilise lui-même cette méthode afin de tester s'il peut perdre du poids, lors de ce documentaire.

## Avantages
Les avantages du régime 5:2 sont nombreux. Sa popularité se base sur sa facilité à être suivi. Jeûner deux jours non consécutifs dans la semaine parait plus facile que le faire deux jours de suite pour de nombreuses personnes. 
De plus, contrairement à de nombreux régimes comme le régime Atkins, celui-ci n'impose aucune restriction alimentaire les jours non-jeûnés. La charge mentale n'est donc pas trop lourde pour la personne qui suit le régime puisqu'elle ne se soucie pas de son apport calorique la majorité du temps. 
Aucun aliment n'est interdit, il est donc plus simple de faire ses courses ou de manger à l'extérieur par exemple. Le mode de vie de la personne suivant ce régime subit peu d'impacts. 
Cette méthode fonctionne relativement souvent sur les personnes qui ne parviennent pas à maigrir avec d'autres régimes.

## Bienfaits
Les bienfaits de ce régime se perçoivent de plusieurs façons : 
- Une perte de poids conséquente peut être observée, due au faible apport calorique que le corps perçoit durant deux jours
- Une perte de la graisse corporelle sans perte trop importante de masse musculaire
- Il n'induit pas de ralentissement du métabolisme
- Le vieillissement est plus lent puisqu'un taux d’insuline faible permet de vieillir en meilleure santé
- Il améliore la santé de manière générale
- Des économies d'argent peuvent être remarquées
- Notre concentration s'améliore en raison de l’absence de fluctuations de la glycémie et du taux insuline.

## Contre-indications
Ce régime ne doit pas être administré à des enfants, des adolescents et des femmes enceintes ou allaitantes, et il est déconseillé aux personnes souffrant de troubles alimentaires ou de dépression, ou de maladie rénale.